# Thrypticus sublamellatus
Thrypticus sublamellatus är en tvåvingeart som först beskrevs av Macquart 1827.  Thrypticus sublamellatus ingår i släktet Thrypticus och familjen styltflugor.
Artens utbredningsområde är Frankrike. Inga underarter finns listade i Catalogue of Life.